# Monstera lentii
Monstera lentii — квіткова рослина з роду Монстера родини ароїдних, Araceae.

## Розповсюдження
Його батьківщиною є Коста-Рика та Панама.